# Halt and Catch Fire (TV-serie)
Halt and Catch Fire är en amerikansk TV-serie från 2014 som utspelar sig inom datorbranschen i USA med start i början av 1980-talet och fram till 1990-talet. I de första två säsongerna utspelar sig serien i Silicon Prairie i Texas innan handlingen flyttas till Silicon Valley i Kalifornien. Seriens namn kommer från samlingsnamnet för odokumenterade maskinkodsinstruktioner som kan ha oväntade bieffekter (som till exempel att processorn brinner upp).

## Handling
Serien startar i början av 1980-talet i Dallas. I säsong ett får vi följa utvecklingen av en bärbar dator på Cardiff Electric. Joe Macmillan (Lee Pace), med ett förflutet på IBM dyker upp på Cardiff Electric och övertygar chefen John Bosworth (Toby Huss) att anställa honom som säljare. Macmillan genomför sedan en kupp när han får datoringenjören Gordon Clark (Scoot McNairy) att kopiera IBM:s system. Inför hotet om stämning från IBM beslutar bolaget att utveckla en egen dator för att undgå stämningen – vilket var Macmillans idé från början, hans mål är att bygga en datorn som är bättre än IBM:s datorer. Macmillan blir visionären och Gordon Clark den som ska sköta den tekniska utvecklingen tillsammans med sitt team. Cameron Howe (Mackenzie Davis) får uppdraget att skriva BIOS-systemet. Gordon Clarks fru Donna Clark (Kerry Bishé) som arbetar med mjukvara blir också delaktig i utvecklingen av datorn. I slutändan lyckas teamet utveckla den bärbara datorn Giant som presenteras 1983.
I säsong två leder Cameron Howe och Donna Clark spelutvecklingsbolaget Mutiny. Gordon Clark har fått ersättning för sina aktier i Cardiff Electric när bolaget köpts upp. Joe Macmillan förvägras ersättning från Cardiff Electric och börjar arbeta för sin svärfars bolag och utvecklar där idén om att hyra ut datornätverket när det inte används. Gordon Clark försöker sig på att sälja skräddarsydda datorer men misslyckas. Han drabbas också av sjukdom och börjar gå i terapi. Säsongen 2 slutar med att Mutiny flyttar sin verksamhet till Kalifornien.

## Rollista
- Lee Pace – Joe MacMillan
- Scoot McNairy – Gordon Clark
- Mackenzie Davis – Cameron Howe
- Kerry Bishé – Donna Clark
- Toby Huss – John Bosworth
- Aleksa Palladino – Sara Wheeler